# Esichio di Gerusalemme
Esichio di Gerusalemme (in latino Hesychius; ... – 433?) fu un presbitero cristiano ed un esegeta, probabilmente del V secolo.
Nulla di certo si conosce sulla sua vita o sulle date di nascita e di morte.
Poiché aveva il titolo di tou presbyterou non va confuso con il Vescovo Esichio di Gerusalemme, un contemporaneo di Papa Gregorio Magno.

## Attribuzione
Parte degli scritti di Esichio di Gerusalemme sono andati perduti mentre in parte ci sono stati tramandati come opere di altri autori e alcuni sono ancora sepolti in manoscritti nelle biblioteche.
Migne nella sua edizione dei Padri ha riunito sotto il titolo "Esichio, presbitero di Gerusalemme" le opere di vari autori chiamati Esichio senza riguardo per l'ordine: circa la metà del materiale in "Esichio" va scartata, in particolare il commentario sul Levitico, che esiste solo in latino e non è autentico essendo basato sul testo della Vulgata piuttosto che della Septuaginta e quindi opera successiva di un latino (Isychius).
La raccolta di massime ascetiche è opera di Esichio il Sinaita e non del suo omonimo di Gerusalemme.
Molte sue omelie sussistono in greco; altre sono tramandate soltanto in antiche traduzioni orientali (in particolare in georgiano); altre ancora sono spurie e potrebbero essere opera di un Esichio di Gerusalemme del VI secolo.
Questa raccolta non comprende l'omelia su Betlemme dal manoscritto di Torino.
Alla fine della "Leggenda del Martirio di San Longino" vi è un'aggiunta con la testimonianza dello stesso "Esichio presbitero di Gerusalemme" di aver trovato il manoscritto nella biblioteca del Santo Sepolcro a Gerusalemme.